# Sulfonilo

Una sulfona. Consiste en un grupo sulfonilo unido a dos sustituyentes hidrocarbonados.

El término sulfonilo puede referirse tanto a un grupo funcional hallado principalmente en las sulfonas o a un sustituyente obtenido del ácido sulfónico por medio de la remoción de uno de los grupos hidroxilo, en forma similar a como ocurre con los acilos. Los grupos sulfonilos pueden ser representados por la fórmula general R-S(=O)2-R', donde hay dos doble enlaces entre el azufre y el oxígeno.
Los grupos sulfonilos pueden ser reducidos a su correspondiente hidrocarburo utilizando hidruro de aluminio y litio (LiAlH4).
En química inorgánica, cuando el grupo -S(=O)2- no se encuentra conectado a ningún átomo de carbono, suele ser referido como sulfurilo.

## Ejemplo de grupos sustituyentes sulfonilo
EL nombre de los grupos sulfonilos, típicamente termina en -silo, tal como:
| Nombre del grupo | Nombre completo                       | Abreviatura | Ejemplo                                                        |
| ---------------- | ------------------------------------- | ----------- | -------------------------------------------------------------- |
| Tosilo           | p-toluenosulfonilo                    | Ts          | Cloruro de tosilo (cloruro de p-toluenosulfonilo) CH3C6H4SO2Cl |
| Brosilo          | p-bromobencenosulfonilo               | Bs          |                                                                |
| Nosilo           | 2- o 4-nitrobencenosulfonilo          | Ns          |                                                                |
| Mesilo           | metanosulfonilo                       | Ms          | Cloruro de mesilo (cloruro de metanosulfonilo) CH3SO2Cl.       |
| Triflilo         | trifluorometanosulfonilo              | Tf          |                                                                |
| Dansilo          | 5-(dimetilamino)naftaleno-1-sulfonilo | Ds          | Cloruro de dansilo                                             |